# 앤서니 위너

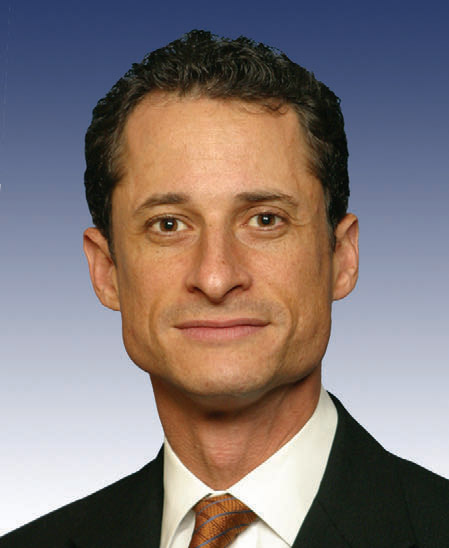
앤서니 위너

앤서니 데이비드 위너(Anthony David Weiner, 1964년 9월 4일 ~ )는 미국의 정치인으로, 1999년 1월부터 2011년 6월까지 뉴욕 주의 하원의원이였다.

## 역대 선거 결과
| 선거명      | 직책명                    | 대수  | 정당   | 득표율  | 득표수    | 결과 | 당락                 |
| ----------- | ------------------------- | ----- | ------ | ------- | --------- | ---- | -------------------- |
| 1991년 선거 | 시의원 (뉴욕 제48선거구)  | 188대 | 민주당 | 61.98%  | 9,263표   | 1위  | 뉴욕 시의원 당선     |
| 1993년 선거 | 시의원 (뉴욕 제48선거구)  | 189대 | 민주당 | 81.47%  | 21,557표  | 1위  | 뉴욕 시의원 당선     |
| 1997년 선거 | 시의원 (뉴욕 제48선거구)  | 191대 | 민주당 | 91.90%  | 17,210표  | 1위  | 뉴욕 시의원 당선     |
| 1998년 선거 | 하원의원 (뉴욕 제9선거구) | 106대 | 민주당 | 66.47%  | 69,439표  | 1위  | 뉴욕주 하원의원 당선 |
| 2000년 선거 | 하원의원 (뉴욕 제9선거구) | 107대 | 민주당 | 68.44%  | 98,983표  | 1위  | 뉴욕주 하원의원 당선 |
| 2002년 선거 | 하원의원 (뉴욕 제9선거구) | 108대 | 민주당 | 65.71%  | 60,737표  | 1위  | 뉴욕주 하원의원 당선 |
| 2004년 선거 | 하원의원 (뉴욕 제9선거구) | 109대 | 민주당 | 71.32%  | 113,025표 | 1위  | 뉴욕주 하원의원 당선 |
| 2006년 선거 | 하원의원 (뉴욕 제9선거구) | 110대 | 민주당 | 100.00% | 71,762표  | 1위  | 뉴욕주 하원의원 당선 |
| 2008년 선거 | 하원의원 (뉴욕 제9선거구) | 111대 | 민주당 | 93.05%  | 112,205표 | 1위  | 뉴욕주 하원의원 당선 |
| 2010년 선거 | 하원의원 (뉴욕 제9선거구) | 112대 | 민주당 | 60.81%  | 67,011표  | 1위  | 뉴욕주 하원의원 당선 |